# Ревельское наместничество
Ревельское наместничество образовано из Ревельской губернии 3 июля 1783 года. Преобразовано 12 декабря 1796 года в Эстляндскую губернию.
Население на 1785 год 202 300 человек.

## Состав
Ревельское наместничество состояло из 4-х уездов:
- Ревельский уезд (также Гарриенский)
- Гапсальский уезд (также Викский)
- Вейсенштейнский уезд (также Ервенский)
- Везенбергский уезд (также Вирляндский)

## Правители наместничества
| Ф. И. О.                  | Титул, чин, звание                               | Время замещения должности |
| ------------------------- | ------------------------------------------------ | ------------------------- |
| Гротенгельм Георг Фридрих | генерал-поручик, правитель наместничества        | 03.07.1783—23.10.1786     |
| Врангель Андрей Иванович  | барон, генерал-поручик, правитель наместничества | 23.10.1786—28.11.1796     |

## Поручики правителя (вице-губернаторы)

### Вице-губернаторы
| Ф. И. О.                 | Титул, чин, звание                       | Время замещения должности |
| ------------------------ | ---------------------------------------- | ------------------------- |
| Врангель Андрей Иванович | барон, статский советник (генерал-майор) | 13.10.1783—23.10.1786     |
| Лангель Андрей Андреевич | статский советник                        | 23.10.1786—25.01.1797     |